# Aleksander Klumberg-Kolmpere
Aleksander Klumberg-Kolmpere (Tallinn, 17 de abril de 1899 – Tallinn, 10 de fevereiro de 1958) foi um atleta estoniano especialista em provas de decatlo.
Klumberg-Kolmpere competiu pela Estônia antes dessa ser anexada pela União Soviética e conquistou uma medalha de bronze na prova do decatlo dos Jogos Olímpicos de 1924 em Paris.
Após o final da carreira tornou-se treinador de atletismo. Entre seus alunos esteve o polonês Janusz Kusociński, campeão olímpico dos 10000 metros dos Jogos de 1932 em Los Angeles.
Foi recordista mundial do decatlo entre 1920 e 1924.